# الماركسية ومشكلات اللغويات
"الماركسية ومشكلات اللغويات"  (بالروسية: Марксизм и вопросы языкознания) هو مقال كتبه جوزيف ستالين، نُشر معظمه لأول مرة في 20 يونيو 1950 في صحيفة برافدا (جاءت "الإجابات" المرفقة في النهاية لاحقًا، في يوليو وأغسطس)، وكان في نفس العام نشرت كمنشور بأعداد كبيرة.
ظهر المقال في سياق الموجة الأخيرة من منشورات المارستيين الذين أيدوا نظرية يافث، مهاجمين اللسانيات "القديمة" التي بدأت في برافدا في 9 مايو 1950.  ومع ذلك، بدلاً من دعم المارية، أدخل ستالين الحملة في منعطف كامل، وأكمل بشكل حاسم قبول المارسية في العلوم السوفييتية. استمر "النقاش" في الورقة لفترة أطول قليلاً ولكنه لم يجلب الكثير من الجديد، بسبب استحالة الجدال مع ستالين، وتغير مجال اللغويات السوفيتية بشكل فعال.  في العام التالي، نشرت أكاديمية العلوم مجلدًا من التعليقات بعنوان "جلسة قسم العلوم الاجتماعية بأكاديمية العلوم في اتحاد الجمهوريات الاشتراكية السوفياتية المكرسة للذكرى السنوية لنشر"الماركسية ومشكلات اللغويات"، ونشرت 10,000 نسخة مطبوعة.